# Tokyo Ska Paradise Orchestra
Tokyo Ska Paradise Orchestra (東京スカパラダイスオーケストラ; kurz „SKAPARA“ oder „T.S.P.O.“ genannt) ist eine 1985 gegründete japanische Ska-Band.

## Geschichte
Seit 1985 bietet die neunköpfige Truppe eine Mischung aus schnellen Ska-Rhythmen, jazzigen Improvisationen und Dub-Nummern. Neben ihrer Bandarbeit sind T.S.P.O. regelmäßig als DJs aktiv, die verschiedenste Dancefloor-Sounds für das Label Epic Records produzieren, welches sie 1989 entdeckte.
Der ursprüngliche Sänger und Frontmann Cleanhead Gimura starb am 23. April 1995 an Krebs, der ursprüngliche Schlagzeuger Tatsuyuki Aoki am 2. Mai 1999 bei einem Verkehrsunfall.
Ende 2000 wurde ihr Album Full-tension Beaters (in Japan bei Avex erschienen) in Europa von Grover Records veröffentlicht, und sie tourten erstmals lange Zeit in den Beneluxländern und Deutschland.
2021 traten sie bei der Abschlussfeier der Olympischen Sommerspiele 2020 auf. 

## Diskografie

### Alben
| Jahr | Titel                                                                    | Höchstplatzierung, Gesamtwochen, AuszeichnungChartsChartplatzierungen (Jahr, Titel, Platzierungen, Wochen, Auszeichnungen, Anmerkungen) | Anmerkungen                             |
| Jahr | Titel                                                                    | JP | Anmerkungen                             |
| ---- | ------------------------------------------------------------------------ | --- | --------------------------------------- |
| 1990 | Skapara’s Intro (スカパラ登場)                                           | JP12 (10 Wo.)JP | Erstveröffentlichung: 1. Mai 1990       |
| 1990 | Tokyo Ska Paradise Orchestra (東京スカパラダイスオーケストラ)            | JP25 (9 Wo.)JP | Erstveröffentlichung: 1. Dezember 1990  |
| 1991 | Tokyo Ska Paradise Orchestra Live (東京スカパラダイスオーケストラライブ) | JP29 (5 Wo.)JP | Erstveröffentlichung: 21. März 1991     |
| 1991 | World Famous (ワールドフェイマス)                                        | JP13 (9 Wo.)JP | Erstveröffentlichung: 21. Juni 1991     |
| 1991 | World Famous Remix                                                       | — | Erstveröffentlichung: 25. Oktober 1991  |
| 1993 | Pioneers                                                                 | JP21 (5 Wo.)JP | Erstveröffentlichung: 21. März 1993     |
| 1993 | Gifted Winter Selection                                                  | — | Erstveröffentlichung: 21. November 1993 |
| 1994 | Fantasia                                                                 | JP32 (5 Wo.)JP | Erstveröffentlichung: 21. April 1994    |
| 1995 | Grand Prix                                                               | JP25 (6 Wo.)JP | Erstveröffentlichung: 1. Juni 1995      |
| 1996 | Tokyo Strut (トーキョーストラット)                                       | JP25 (4 Wo.)JP | Erstveröffentlichung: 2. September 1996 |
| 1997 | Moods for Tokyo Ska                                                      | JP48 (2 Wo.)JP | Erstveröffentlichung: 21. November 1997 |
| 1998 | Arkestra                                                                 | JP20 (4 Wo.)JP | Erstveröffentlichung: 26. August 1998   |
| 1999 | Justa Record Compilation Vol.1                                           | — | Erstveröffentlichung: 23. Juli 1999     |
| 2000 | Full-Tension Beaters                                                     | JP32 (4 Wo.)JP | Erstveröffentlichung: 26. Juli 2000     |
| 2001 | Gunslingers -Live Best-                                                  | JP37 (4 Wo.)JP | Erstveröffentlichung: 14. März 2001     |
| 2002 | Stompin’ On Down Beat Alley                                              | JP1 Platin · (30 Wo.)JP | Erstveröffentlichung: 22. Mai 2002      |
| 2002 | Best (1989～1997)                                                        | JP23 (5 Wo.)JP | Erstveröffentlichung: 7. November 2002  |
| 2003 | High Numbers                                                             | JP2 Gold · (16 Wo.)JP | Erstveröffentlichung: 5. März 2003      |
| 2004 | On Tour                                                                  | JP17 (7 Wo.)JP | Erstveröffentlichung: 4. Februar 2004   |
| 2005 | Answer                                                                   | JP2 (11 Wo.)JP | Erstveröffentlichung: 9. März 2005      |
| 2006 | Wild Peace                                                               | JP2 Gold · (14 Wo.)JP | Erstveröffentlichung: 7. Juni 2006      |
| 2007 | Best of Tokyo Ska 1998~2007                                              | JP2 Gold · (22 Wo.)JP | Erstveröffentlichung: 21. März 2007     |
| 2008 | Perfect Future                                                           | JP9 (10 Wo.)JP | Erstveröffentlichung: 26. März 2008     |
| 2009 | Paradise Blue                                                            | JP7 (6 Wo.)JP | Erstveröffentlichung: 4. Februar 2009   |
| 2010 | World Ska Symphony                                                       | JP9 (9 Wo.)JP | Erstveröffentlichung: 10. März 2010     |
| 2010 | Goldfingers                                                              | JP16 (5 Wo.)JP | Erstveröffentlichung: 27. Oktober 2010  |
| 2011 | Heroes                                                                   | JP26 (5 Wo.)JP | Erstveröffentlichung: 16. März 2011     |
| 2011 | Sunny Side of the Street                                                 | JP18 (4 Wo.)JP | Erstveröffentlichung: 3. August 2011    |
| 2012 | On the Remix                                                             | JP42 (2 Wo.)JP | Erstveröffentlichung: 8. Februar 2012   |
| 2012 | Walkin’                                                                  | JP12 (12 Wo.)JP | Erstveröffentlichung: 21. März 2012     |
| 2012 | Desire (欲望)                                                            | JP20 (6 Wo.)JP | Erstveröffentlichung: 14. November 2012 |
| 2013 | Diamond in Your Heart (*初回出荷分はデジパック仕様)                      | JP15 (8 Wo.)JP | Erstveröffentlichung: 3. Juli 2013      |
| 2014 | Ska Me Forever                                                           | JP5 (8 Wo.)JP | Erstveröffentlichung: 13. August 2014   |
| 2015 | The Last                                                                 | JP7 (11 Wo.)JP | Erstveröffentlichung: 4. März 2015      |
| 2015 | Tokyo Ska Plays Disney                                                   | JP21 (4 Wo.)JP | Erstveröffentlichung: 23. Dezember 2015 |
| 2016 | The Last～Live～                                                         | JP16 (3 Wo.)JP | Erstveröffentlichung: 3. März 2016      |
| 2016 | Tokyo Ska Paradise Orchestra ～Selecao Brasileira～                      | JP32 (2 Wo.)JP | Erstveröffentlichung: 7. September 2016 |
| 2017 | Paradise Has No Border                                                   | JP6 (15 Wo.)JP | Erstveröffentlichung: 8. März 2017      |
| 2018 | Glorious                                                                 | JP11 (10 Wo.)JP | Erstveröffentlichung: 14. März 2018     |
| 2019 | 2018 Tour「Skanking Japan」(”スカフェス in 城ホール” 2018.12.24)         | JP19 (2 Wo.)JP | Erstveröffentlichung: 13. März 2019     |
| 2019 | Tokyo Ska-Lorful Collage (ツギハギカラフル)                              | JP5 (9 Wo.)JP | Erstveröffentlichung: 20. November 2019 |
| 2020 | Tokyo Ska Treasures ~The Best of Tokyo Ska Paradise Orchestra~           | JP4 (28 Wo.)JP | Erstveröffentlichung: 18. März 2020     |
| 2021 | Ska=Almighty                                                             | JP8 (11 Wo.)JP | Erstveröffentlichung: 3. März 2021      |
| 2021 | S.O.S. [Share One Sorrow]                                                | JP13 (4 Wo.)JP | Erstveröffentlichung: 10. November 2021 |
| 2023 | Junk or Gem                                                              | JP16 (10 Wo.)JP | Erstveröffentlichung: 15. März 2023     |
| 2024 | 35                                                                       | JP5 (7 Wo.)JP | Erstveröffentlichung: 23. Oktober 2024  |

### Singles
| Jahr | Titel Album                                                                                   | Höchstplatzierung, Gesamtwochen, AuszeichnungChartsChartplatzierungen (Jahr, Titel, Album, Platzierungen, Wochen, Auszeichnungen, Anmerkungen) | Anmerkungen                                                                 |
| Jahr | Titel Album                                                                                   | JP | Anmerkungen                                                                 |
| ---- | --------------------------------------------------------------------------------------------- | --- | --------------------------------------------------------------------------- |
| 1990 | Monster Rock –                                                                                | — | Erstveröffentlichung: 21. April 1990                                        |
| 1991 | Countdown To Glory (栄光へのカウントダウン) –                                                 | — | Erstveröffentlichung: 21. Januar 1991                                       |
| 1991 | Hole in One (ホールインワン) –                                                                | — | Erstveröffentlichung: 21. Juni 1991                                         |
| 1992 | Burning Scale –                                                                               | — | Erstveröffentlichung: 2. Dezember 1992                                      |
| 1993 | Tiger of Marai (マライの號) –                                                                 | — | Erstveröffentlichung: 1. Mai 1993                                           |
| 1993 | Gold Rush –                                                                                   | — | Erstveröffentlichung: 21. August 1993                                       |
| 1993 | Happening (ハプニング) –                                                                      | — | Erstveröffentlichung: 21. Oktober 1993                                      |
| 1993 | Blue Mermaid (ブルーマーメイド) –                                                             | — | Erstveröffentlichung: 12. Dezember 1993                                     |
| 1994 | Happy Go Lucky –                                                                              | — | Erstveröffentlichung: 7. September 1994                                     |
| 1995 | Tokyo Deluxe (東京デラックス) –                                                               | — | Erstveröffentlichung: 21. Januar 1995                                       |
| 1995 | Watermelon –                                                                                  | — | Erstveröffentlichung: 28. April 1995                                        |
| 1995 | Jam –                                                                                         | — | Erstveröffentlichung: 21. Juli 1995                                         |
| 1996 | Rock Monster Strikes Back –                                                                   | — | Erstveröffentlichung: 21. Juli 1996                                         |
| 1997 | Hurry Up!! –                                                                                  | — | Erstveröffentlichung: 21. April 1997                                        |
| 1998 | Does Love Exist? (愛があるかい？) –                                                           | — | Erstveröffentlichung: 22. April 1998                                        |
| 1998 | Dear My Sister –                                                                              | — | Erstveröffentlichung: 8. Juli 1998                                          |
| 1999 | Hinotama Jive (火の玉ジャイヴ) –                                                              | — | Erstveröffentlichung: 12. Mai 1999                                          |
| 1999 | Devote to the Battle Melody (戦場に捧げるメロディー) –                                        | — | Erstveröffentlichung: 17. November 1999                                     |
| 2000 | Filmmakers Bleed ~Decisive Battle on the Summit~ (フィルムメイカーズ・ブリード～頂上決戦～) – | — | Erstveröffentlichung: 21. Juni 2000                                         |
| 2001 | Peeled Orange (めくれたオレンジ) –                                                            | JP35 (9 Wo.)JP | Erstveröffentlichung: 8. August 2001                                        |
| 2001 | Great Singing Bird Sky (カナリヤ鳴く空) –                                                     | JP17 (11 Wo.)JP | Erstveröffentlichung: 12. Dezember 2001                                     |
| 2002 | Beautiful Burning Forest (美しく燃える森) –                                                   | JP6 Gold + Gold (Digital) · (11 Wo.)JP | Erstveröffentlichung: 14. Februar 2002                                      |
| 2002 | Beautiful Burning Forest -FPM Remix- –                                                        | — | Erstveröffentlichung: 25. Dezember 2002                                     |
| 2003 | The Galaxy and Maze (銀河と迷路) –                                                            | JP9 Gold · (11 Wo.)JP | Erstveröffentlichung: 5. Februar 2003                                       |
| 2003 | High Numbers –                                                                                | — | Erstveröffentlichung: 30. April 2003                                        |
| 2003 | A Quick Drunkard –                                                                            | — | Erstveröffentlichung: 4. Juni 2003                                          |
| 2004 | Map of the World (世界地図) –                                                                 | — | Erstveröffentlichung: 26. Mai 2004                                          |
| 2004 | Stroke of Fate –                                                                              | JP40 (3 Wo.)JP | Erstveröffentlichung: 28. Juli 2004                                         |
| 2005 | Tsuioku no Lilac (迫憶のライラック) –                                                         | JP23 (8 Wo.)JP | Erstveröffentlichung: 14. Dezember 2005                                     |
| 2006 | The Sapphire Star (サファイアの星) –                                                          | JP16 (7 Wo.)JP | Erstveröffentlichung: 15. Februar 2006                                      |
| 2006 | The Star Spangled Night (星降る夜に) –                                                        | JP13 (6 Wo.)JP | Erstveröffentlichung: 10. Mai 2006                                          |
| 2009 | KinouKyouAshita –                                                                             | JP15 (8 Wo.)JP | Erstveröffentlichung: 7. Oktober 2009                                       |
| 2010 | Ryusei to Ballade (流星とバラード) –                                                          | JP9 (5 Wo.)JP | Erstveröffentlichung: 27. Januar 2010                                       |
| 2011 | Break into the Light (～約束の帽子～) ／ The Sharing Song (～トリコのテーマ～) –              | JP26 (6 Wo.)JP | Erstveröffentlichung: 16. März 2011                                         |
| 2013 | Tokyo Ska Paradise Orchestra "Senkou" (閃光) –                                                | JP13 (5 Wo.)JP | Erstveröffentlichung: 4. Dezember 2013 feat. 10-Feet                        |
| 2014 | Tokyo Ska Paradise Orchestra "Nagare Yuku Sekai No Naka De" (流れゆく世界の中で) –            | JP18 (5 Wo.)JP | Erstveröffentlichung: 12. März 2014 feat. Mongol800                         |
| 2014 | Tokyo Ska Paradise Orchestra feat. Asian Kung Fu Generation "Wake Up!" –                      | JP9 (4 Wo.)JP | Erstveröffentlichung: 2. Juli 2014                                          |
| 2015 | Mekutta Orenji (爆音ラヴソング/めくったオレンジ) –                                            | JP21 (4 Wo.)JP | Erstveröffentlichung: 29. Juli 2015                                         |
| 2015 | Uso Wo Tsuku Kuchibiru (嘘をつく唇) –                                                         | JP16 (5 Wo.)JP | Erstveröffentlichung: 9. Dezember 2015                                      |
| 2016 | Michi Naki Michi, Hankotsu No (道なき道、反骨の) –                                            | JP12 (6 Wo.)JP | Erstveröffentlichung: 22. Juni 2016                                         |
| 2016 | Sayonara Hotel (さよならホテル) –                                                             | JP7 (6 Wo.)JP | Erstveröffentlichung: 7. September 2016                                     |
| 2017 | White and Black Monteno (Unison Square Garden) –                                              | JP22 (3 Wo.)JP | Erstveröffentlichung: 29. November 2017 feat. Kosuke Saito                  |
| 2018 | Chienowa –                                                                                    | JP30 (4 Wo.)JP | Erstveröffentlichung: 21. Februar 2018 feat. Kazunobu Mineda                |
| 2018 | メモリー・バンド / This Challenger –                                                          | JP23 (4 Wo.)JP | Erstveröffentlichung: 26. September 2018                                    |
| 2018 | Burn everything except tomorrow –                                                             | JP9 (6 Wo.)JP | Erstveröffentlichung: 28. November 2018 feat. Koji Miyamoto                 |
| 2019 | Ribbon –                                                                                      | JP5 (10 Wo.)JP | Erstveröffentlichung: 7. August 2019 feat. Kazutoshi Sakurai (Mr. Children) |
| 2020 | Almighty ~The Masked Promise~ (Almighty ~ 仮面の約束) –                                       | JP12 (25 Wo.)JP | Erstveröffentlichung: 23. Dezember 2020 feat. Yoohei Kawakami               |
| 2022 | 君にサチアレ –                                                                                | JP17 (5 Wo.)JP | Erstveröffentlichung: 9. März 2022                                          |
| 2022 | Free Free Free –                                                                              | JP23 (4 Wo.)JP | Erstveröffentlichung: 27. Juli 2022 feat. Lilas Ikuta                       |
| 2022 | Saucy Dog 紋白蝶 –                                                                            | JP— Gold (Streaming)JP | Erstveröffentlichung: 7. November 2022 feat. Shinya Ishihara                |